# Campionats del món de ciclocròs de 1961
Els Campionats del món de ciclocròs de 1961 foren la dotzena edició dels mundials de la modalitat de ciclocròs i es disputaren el 19 de febrer de 1961 a Hannover, Alemanya Occidental. La competició consistí en una única cursa masculina.

## Resultats
| Prova                | Or                   | Or         | Plata                 | Plata | Bronze                   | Bronze   |
| Cursa elit masculina | Rolf Wolfshohl · RFA | 1h 04' 26" | Renato Longo · Itàlia | + 14" | André Dufraisse · França | + 1' 28" |

## Classificació de la prova masculina elit
| Pos. | Ciclista               | País    | Temps      |
| ---- | ---------------------- | ------- | ---------- |
|      | Rolf Wolfshohl         | RFA     | 1h 04' 26" |
|      | Renato Longo           | Itàlia  | + 0' 14"   |
|      | André Dufraisse        | França  | + 1' 28"   |
| 4    | Pierre Kumps           | Bèlgica | + 1' 34"   |
| 5    | Roger De Clercq        | Bèlgica | + 1' 49"   |
| 6    | Amerigo Severini       | Itàlia  | + 2' 24"   |
| 7    | Firmin Van Kerrebroeck | Bèlgica | + 2' 31"   |
| 8    | José Luis Talamillo    | Espanya | + 3' 14"   |
| 9    | Albert Van Damme       | Bèlgica | + 3' 16"   |
| 10   | Emmanuel Plattner      | Suïssa  | + 3' 27"   |

## Medaller
| Posició | País   | Or | Plata | Bronze | Total |
| 1       | RFA    | 1  | 0     | 0      | 1     |
| 2       | Itàlia | 0  | 1     | 0      | 1     |
| 3       | França | 0  | 0     | 1      | 1     |